# Commissione scolastica cattolica di Montréal
La commissione scolastica cattolica di Montréal (Commission des écoles catholiques de Montréal) era un distretto scolastico cattolico situato a Montréal, Québec, Canada. Era composto da numerose scuole in cui si parlava in francese ed altre in cui si parlava in inglese.

## Storia
Venne creato il 9 giugno 1846, nel 1996 il distretto contava 229 scuole in lingua francese in cui si includevano 150 scuole elementari mentre si contavano 20 scuole elementari inglesi.
Il distretto venne abolito il 1º luglio 1998.